# Elisabeth av Bayern (1443–1484)
Elisabeth av Bayern, född 1443, död 1484, var kurfurstinna av Sachsen 1465-1484. Hon var dotter till Albrekt III av Bayern och Anna av Braunschweig-Grübenhagen samt gift 1460 med kurfurst Ernst av Sachsen. 
Elisabeth förlovades som barn år 1450 och bröllopet firades tio år senare, efter att en första vigsel 1456 ställts in. Efter bröllopet byggdes ett nytt residens till den regerande dynastin i Sachsen, som stod klart 1471. Hon beskrivs som en engagerad förälder som bland annat tog initiativ till att barnen undervisades i vetenskap. Äktenskapet beskrivs som lyckligt, åtminstone från makens sida, då han rapporteras ha älskat henne mycket. Hon avled efter många års svår sjukdom, då hon hade förflyttat sig i en säng på hjul. 